# Oxytropis densa
Oxytropis densa är en ärtväxtart som beskrevs av Aleksandr Andrejevitj Bunge. Oxytropis densa ingår i släktet klovedlar, och familjen ärtväxter. Inga underarter finns listade i Catalogue of Life.